# Gökçeyol
Gökçeyol ist ein Ortsteil (Mahalle) im Landkreis Kozan der türkischen Provinz Adana mit 34 Einwohnern (Stand: Ende 2024). Im Jahr 2011 zählte Gökçeyol 31 Einwohner.